# Zephyr (avion)
Dimensions
Le Zephyr est une série d'avions solaires sans pilote de type plateforme de haute altitude propulsé par deux moteurs électriques, eux-mêmes alimentés par des batteries rechargées par énergie solaire. Il a été développé à l'origine par une compagnie britannique, QinetiQ. Cette activité a été rachetée par Airbus Defence and Space en mars 2013, qui poursuit son développement au sein de son programme « High Altitude Pseudo Satellite ».

## Développement
Le Zephyr 7 détient le record du monde de durée de vol sans ravitaillement avec 336 heures 22 minutes et 8 secondes, soit 14 jours, effectué du 9 au 23 juillet 2010. Il détient également le record du monde d'altitude pour un drone électrique avec 21 562 m. Ces records ont été validés par la Fédération Aéronautique Internationale (FAI).
Une version précédente, le Zephyr 6, avait effectué en 2008 un vol de démonstration dépassant la durée record de l'époque, en 82 heures et 37 minutes à 19 000 m, non validé en absence de vérificateur de la FAI.
L'activité Zephyr a été vendue à EADS Astrium (maintenant Airbus Defence and Space) en mars 2013, puis a volé à nouveau en 2014 pendant 11 jours en hiver, et plus tard près d'un espace aérien civil à Dubaï.
Le Zéphyr S a, après son décollage le 11 juillet 2018, réalisé un vol de 25 jours, 23 heures et 57 minutes, la plus longue durée de vol connue le jour de son atterrissage. La demande d'homologation de ce nouveau record du monde a été émise.
Le record est de nouveau battu lorsque le Zephyr S/Zephir 8 décolle de Yuma Proving Ground (en) le 15 juin 2022. Il s'écrase le 19 août, après un vol d'une durée de 64 jours, en Arizona. Il était à quelques heures de battre le record du vol le plus long de l'histoire.

## Conception
La structure de Zephyr est composée de fibre de carbone. Il est propulsé par deux moteurs électriques à hélices. Il utilise des panneaux solaires pour recharger durant la journée des batteries placées dans les ailes, puis utilise l'énergie ainsi stockée pour maintenir une altitude élevée durant la nuit. Il a été conçu pour l'observation et les télécommunications.

## Données techniques
|              | Zephyr 4  | Zephyr 5-1 | Zephyr 6  | Zephyr 7  | Zephyr S    |
| ------------ | --------- | ---------- | --------- | --------- | ----------- |
| Envergure    | 12 m      | ?          | 18 m      | 22.5 m    | 25 m        |
| Masse totale | 17 kg     | 31 kg      | 30 kg     | 45 kg     | 75 kg       |
| Charge utile | -         | -          | 2 kg      | 5 kg      | ? kg        |
| Plafond      | 30 000 ft | 36 000 ft  | 60 000 ft | 71 138 ft | > 70 000 ft |
| Endurance    | 1 h       | 18 h       | 87 h      | 336 h     | >50 j       |